# Asclepias lanuginosa
Asclepias lanuginosa là một loài thực vật có hoa trong họ La bố ma. Loài này được Nutt. mô tả khoa học đầu tiên năm 1818.